# Ee ja nai ka
Ee ja nai ka (ええじゃないか?) fue una serie de celebraciones religiosas carnavalescas y actividades comunales, a menudo entendidas como protestas sociales/políticas, que ocurrieron en muchas partes de Japón desde junio de 1867 hasta mayo de 1868, al final del período Edo y el comienzo de la restauración Meiji. Particularmente intenso durante la guerra Boshin, el movimiento se originó en la región de Kansai, cerca de Kioto.

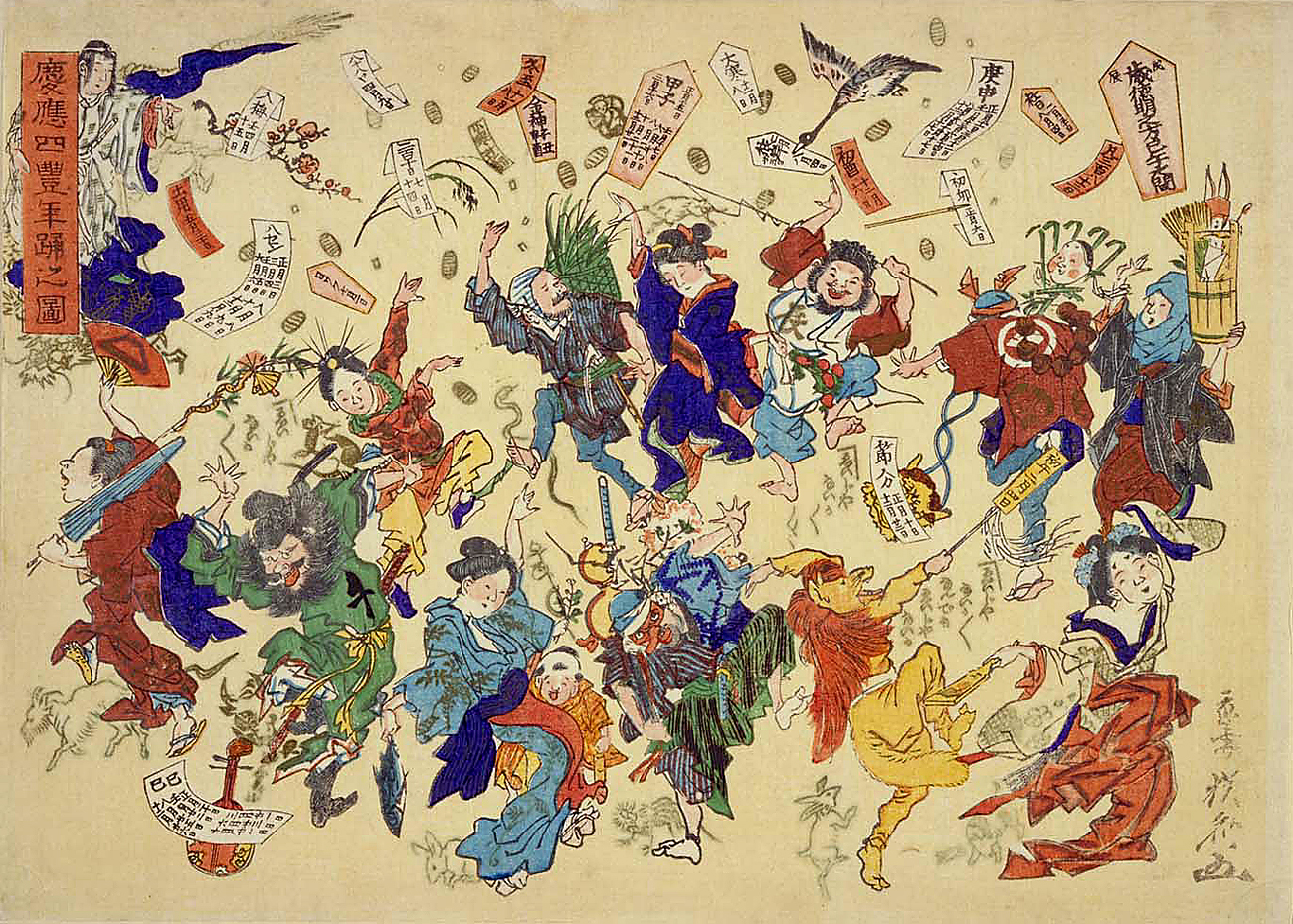
Escena de baile "Ee ja nai ka", 1868.

En el oeste de Japón, ee ja nai ka apareció al principio en forma de festivales de baile, a menudo relacionados con obras públicas, magia de lluvia o bailes para los muertos. Cuando se decía que los amuletos sagrados habían caído del cielo, se agregaron las celebraciones de acción de gracias por estos amuletos que podrían durar varios días y eliminar de manera efectiva a comunidades rurales y urbanas de la vida cotidiana. Se intercambiaron obsequios, los grupos juveniles organizaron bailes masivos que incluyeron disfraces, disfraces elaborados o no usar ropa. Para expresar su gratitud hacia los kami o budas que les habían dado los amuletos, muchas personas fueron en peregrinación a santuarios locales o regionales. El término ee ja nai ka era un estribillo en las canciones populares interpretadas durante estas actividades y, por lo tanto, más tarde fue elegido como su título. El significado de la frase es desafiante y fatalista, y se traduce como "¿A quién le importa?", "¿Por qué no?" O "¿Qué demonios?", en la línea de "¿A quién le importa si nos quitamos la ropa?", "¿A quién le importa si tenemos sexo?".
La gran diversidad y rivalidad de la práctica religiosa en el Japón premoderno ayudó a configurar la gama de eventos. Se ha sugerido que los activistas religiosos, como los sacerdotes y los predicadores itinerantes, desempeñaron un papel importante en la fabricación de las "lluvias de amuletos", e incluso algunos sospechosos fueron atrapados en acción por agentes de alerta. Los jóvenes interesados en celebrar fiestas o convertirse en líderes espirituales también fueron sospechosos y, en algunos casos, condenados.
Ee ja nai ka no estaba vinculado a ninguna plataforma política específica, aunque a menudo se entiende "como una forma de protesta política cuando otras formas [fueron] bloqueadas", en reacción al desmoronamiento del shogunato Tokugawa. La decepción con respecto a la falta de liderazgo político gobernante, el asco hacia los extranjeros occidentales y cristianos, y otros signos de crítica social/política se mostraron con frecuencia. No hay evidencia de una configuración política coordinada o puesta en escena de ee ja nai ka, aunque también se rumoreaba.
El movimiento se extendió por todo Japón, finalmente descendió a la violencia de la mafia antes de llegar a su fin. El final de ee ja nai ka fue concurrente con el comienzo de la restauración Meiji y la modernización de Japón al estilo occidental.
En 1981, el director japonés Shohei Imamura produjo su película Eijanaika, que da una interpretación deliberadamente históricamente incorrecta de los acontecimientos, pero sin embargo capta la atmósfera inestable y tensa de la época. Imamura había ayudado previamente a escribir la película de Yuzo Kawashima de 1957 sobre el período El sol en los últimos días del Shogunato (幕末太陽傳, Bakumatsu taiyōden). Esta era también fue representada en la película Toshirō Mifune de 1969 dirigida por Kihachi Okamoto Red Lion (赤毛, Akage). Las actividades de ee ja nai ka, hasta ahora desconocidas como parte de la historia japonesa durante el Bakumatsu, se han incluido y aludido en los últimos años en producciones históricas convencionales, como los dramas de NHK Taiga Ryōmaden y Yae no Sakura.